# NGC 3320
NGC 3320 (również PGC 31708 lub UGC 5794) – galaktyka spiralna z poprzeczką (SBc), znajdująca się w gwiazdozbiorze Wielkiej Niedźwiedzicy. Odkrył ją William Herschel 1 kwietnia 1788 roku.